# Manantiales (Uruguay)
Manantiales es un balneario uruguayo, del departamento de Maldonado, y forma parte del municipio de San Carlos.

## Ubicación
El balneario se encuentra localizado en la zona sur del departamento de Maldonado, 13 km al este de la península de Punta del Este, sobre la ruta 10, y al oeste de la ruta 104. Ubicada sobre una saliente rocosa sobre el océano Atlántico, abarca unas 40 manzanas urbanas. Limita al oeste con el balneario Laguna Blanca, y al este con el balneario El Chorro.

## Historia
Manantiales es un antiguo puerto de pescadores y lugar de veraneo de los habitantes de Maldonado y San Carlos, así como de otras zonas de Uruguay. Sus construcciones originales eran relativamente modestas. 
Su nombre deriva de una surgencia o naciente de agua ubicada en el extremo este de la localidad, que también da nombre al fraccionamiento contiguo conocido como “El Chorro”. 
Con la inauguración en 1965 del puente sobre el arroyo Maldonado que unió La Barra con Punta del Este, el pueblo comenzó a adquirir las características actuales de balneario refinado. Tanto sobre la ruta nacional N.º 10 sobre la que se extiende el balneario, como sobre la ruta N.º 104 que une ésta con la ruta N.º 9 (más al norte), se han desarrollado diversos emprendimientos que agrupan a las llamadas "chacras marítimas", terrenos de un mínimo de cinco hectáreas. Estos predios están siendo comprados para la edificación de mansiones para personajes del jet set internacional.
La playa ubicada al oeste de Manantiales es conocida como Playa Bikini, siendo una de las más concurridas durante la temporada de verano; la ubicada al este se conoce como Playa El Chorro. Más hacia el oeste, y contigua a La Barra, se encuentra la Playa Montoya.

## Población
El balneario cuenta con una población permanente de 149 habitantes, según el censo del año 2011.
| 57            | 63 | 132 | 199 | 182 | 149 |
| (Fuente: INE) |    |     |     |     |     |

## Laguna Blanca
El noreste de Manantiales se encuentra la laguna Blanca, un cuerpo de agua de 0,5 km² con una cuenca de aproximadamente 7,5 km². Esta laguna presenta una profundidad máxima de 3,6 m. Desde 1971 se utiliza para el suministro de agua a la zona balnearia ubicada entre La Barra y José Ignacio.
De acuerdo a estudios paleolimnológicos, el sistema de la laguna Blanca presentó cargas de nutrientes moderadas (mesotrofia) hasta la década de los años 1960, período en que se incrementaron las actividades ganaderas y forestales. Posteriormente, durante la década de los años 1990, el desarrollo turístico y urbano, en conjunto con la elevada demanda de agua potable, causó la reducción del área de la laguna, comenzándose a registrar blooms fitoplanctónicos. 
La reducción del área se acentuó durante el período 1995-2000 debido a una importante sequía asociada al fenómeno de El Niño, provocando una mortandad masiva de peces y la aparición de la maleza acuática egeria densa. Hacia 2005, la cobertura de egeria había disminuido y se registraban blooms fitoplactónicos de especies potencialmente tóxicas. La fauna de la laguna actualmente está compuesta solamente por dos especies de pequeños peces: jenynsia multidentata y cnesterodon decemmaculatus y un camarón, el palaemonetes argentinus. La carencia de piscívoros ha determinado abundancia de estos peces y camarones en comparación con otros sistemas de la región.
El incremento en la frecuencia y duración de las floraciones dificulta la utilización de la laguna con el fin de proveer agua potable a la zona.